# Hùng Sơn, Hiệp Hòa
Hùng Sơn là một xã thuộc huyện Hiệp Hòa, tỉnh Bắc Giang, Việt Nam.

## Địa lý
Xã Hùng Sơn nằm ở phía tây huyện Hiệp Hòa, có vị trí địa lý:
- Phía đông giáp thị trấn Thắng và xã Thường Thắng
- Phía tây giáp xã Đại Thành và xã Quang Minh
- Phía nam giáp xã Hợp Thịnh và xã Mai Trung
- Phía bắc giáp xã Hòa Sơn và xã Thái Sơn.

Xã Hùng Sơn có diện tích 4,39 km², dân số năm 2023 là 5.193 người, mật độ dân số đạt 1.182 người/km².

## Hành chính
Xã Hùng Sơn được chia thành 3 thôn: Hòa Tiến, Tân Sơn, Trung Thành.

## Lịch sử
Trước năm 1945, địa bàn xã Hùng Sơn thuộc 2 xã: Mai Sơn, Phẩm Trật và một quần thể trại ấp nhỏ như: Thuận Ninh, Nội Bầu, Nội Đường, Sơn Ninh, Cụ Nga (Cụ Nhạ).
Tháng 4 năm 1946, thành lập xã Hùng Sơn.